# Грубость

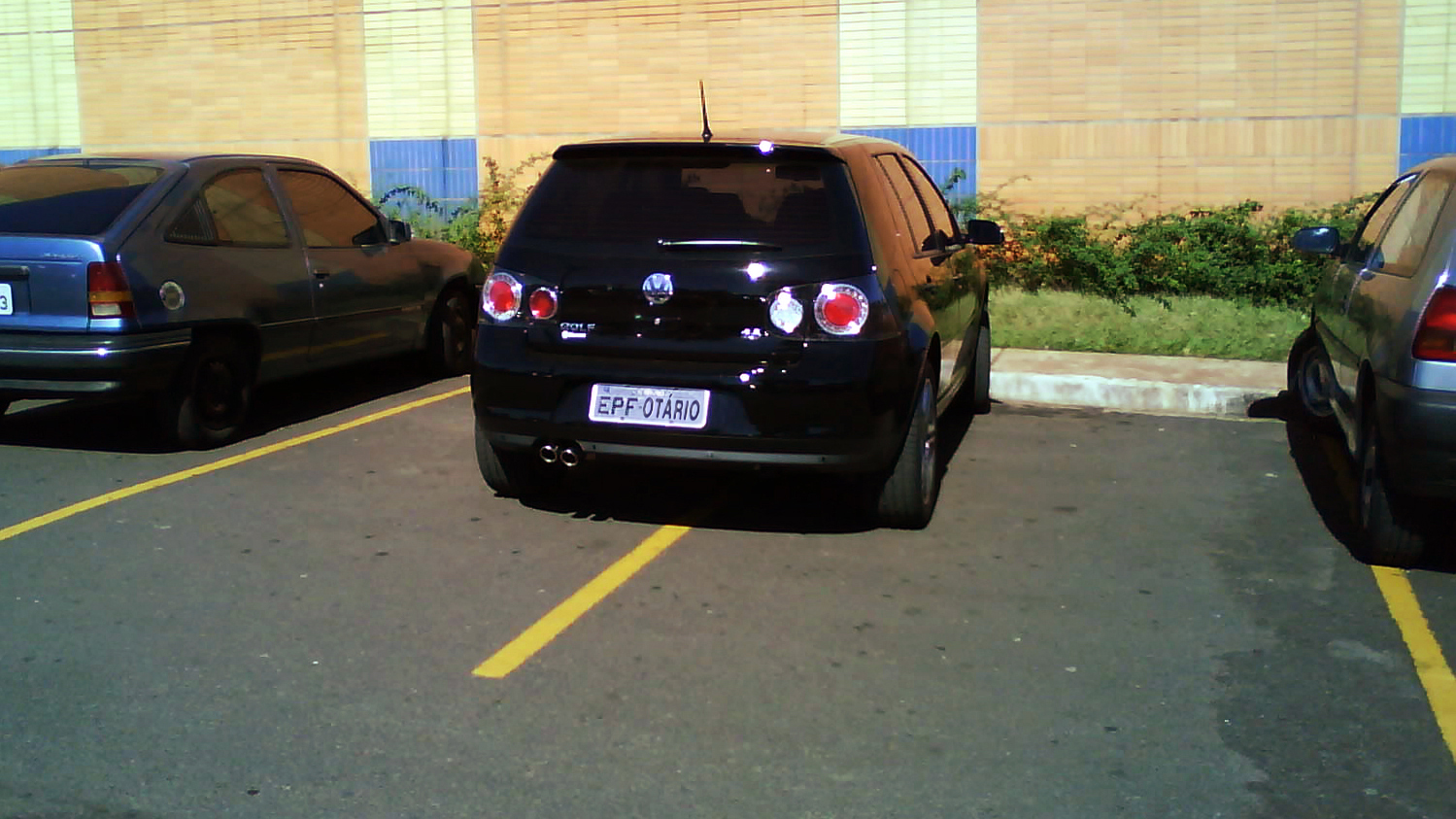
Считается грубым занимать более одного парковочного места на парковке, потому что это может причинять неудобства другим автомобилистам.

Грубость (также близкое понятие невежливость) — это проявление фактического или воспринимаемого неуважения, несоблюдение социальных норм или этикета, ожидаемых в отношениях между людьми, принадлежащих к той или иной социальной группе/культуре. Социальные нормы устанавливаются в качестве основных принципов обычно принятого поведения в данном контексте, и люди часто устанавливают личные границы для удовлетворения своих собственных потребностей и желаний в небольших социальных группах, таких как семья. Не иметь возможности или не желать согласовывать своё поведение с общественными нормами — это быть грубым. Эти нормы могут напоминать своего рода "негласный закон", с социальными последствиями или наградами для нарушителей или адвокатов, соответственно. Грубость, «являющаяся отклонением от того, что считается политкорректным в данном социальном контексте, по своей сути является конфронтационной и разрушительной для социального равновесия». Существуют разные формы грубого поведения: небрежность по отношению к другим, бесчувственность, провокация, бестактность, непристойные поступки (нарушающие табу). В некоторых случаях акт грубости может быть преступлением, например, преступлением ненависти. Во многих культурах шутки могут создать контекст, когда грубость временно оправдывается или потворствуется с целью заставить людей смеяться.
Концепция грубости несколько субъективна, т.е. разные люди могут иметь разные взгляды и контекстуальна, т.е. это зависит от обстановки. Некоторые действия, такие как ношение обуви, использование вульгаризмов в речи, ношение наушников или обращение к старейшинам по имени, может считаться грубым в одной обстановке и совершенно приемлемым или даже ожидаемым в других.

## Связь с моралью

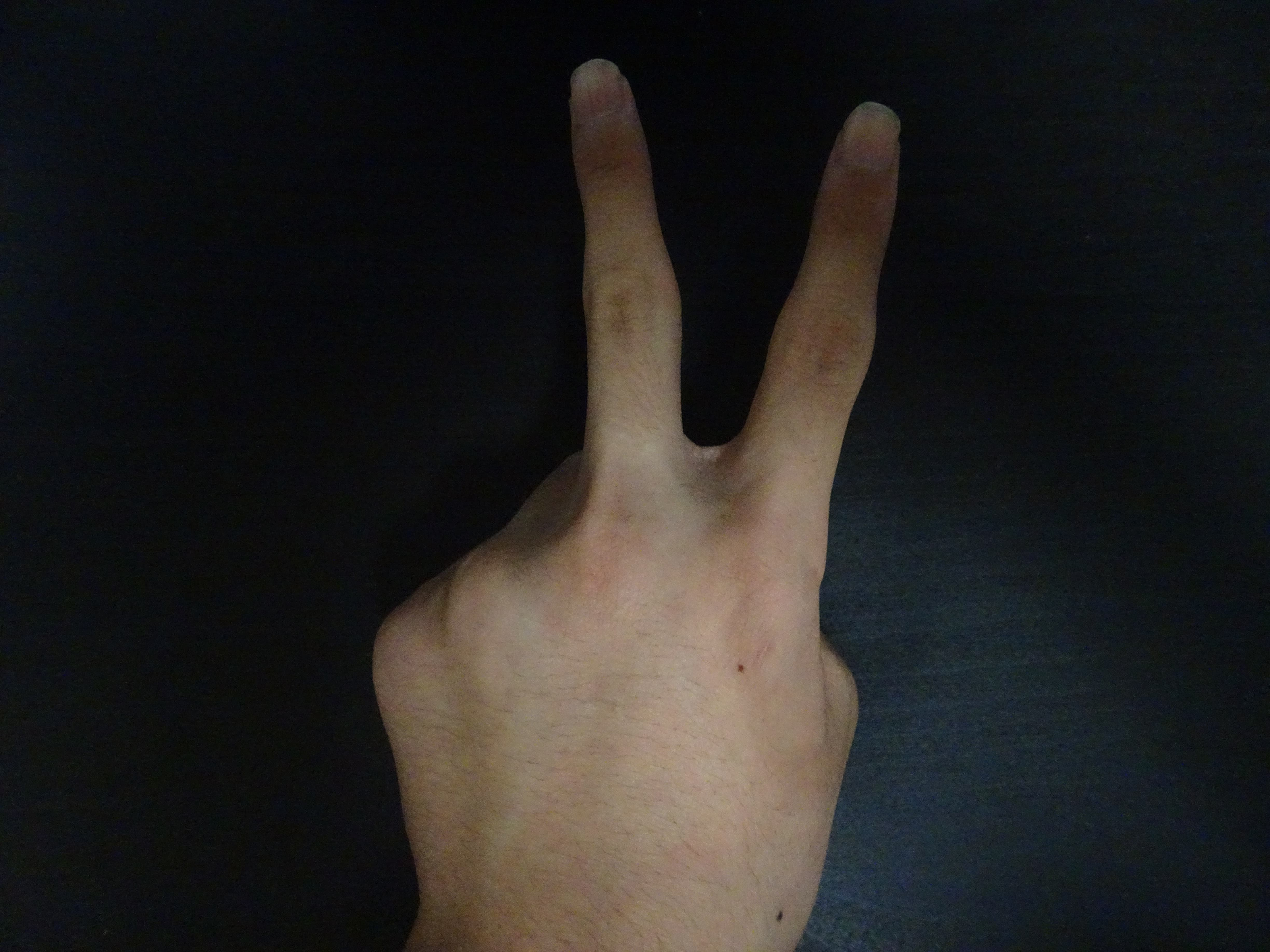
Знак "V" с пальцами может означать "мир" в некоторых ситуациях и "ваш" в других.

И манеры, и мораль имеют дело с тем, является ли вещь морально хорошей или плохой, но на разных уровнях. В отличие от морали, которая, например, осуждает убийство как нарушение в отношении человека, манеры в первую очередь касаются нарушений человеческого достоинства, а не здоровья или собственности человека. Грубое поведение является нарушением человеческого достоинства или проявлением неуважения к другим.
Моральная основа для противодействия грубости заключается в том, что люди должны уделять некоторое внимание чувствам других людей и, таким образом, избегать причинения им ненужного или неоправданного страдания.

## Культурные различия
Конкретные действия, которые считаются вежливыми или грубыми, сильно варьируются в зависимости от региона, исторической эпохи и контекста ситуации. Различия в социальной роли, социальном классе, религиозной принадлежности, половой принадлежности человека и в культурной самобытности того народа, к которому относится человек, могут влиять на уместность данного поведения. Следовательно, поведение, которое считается совершенно приемлемым одной группой людей, может считаться явно грубым другой.

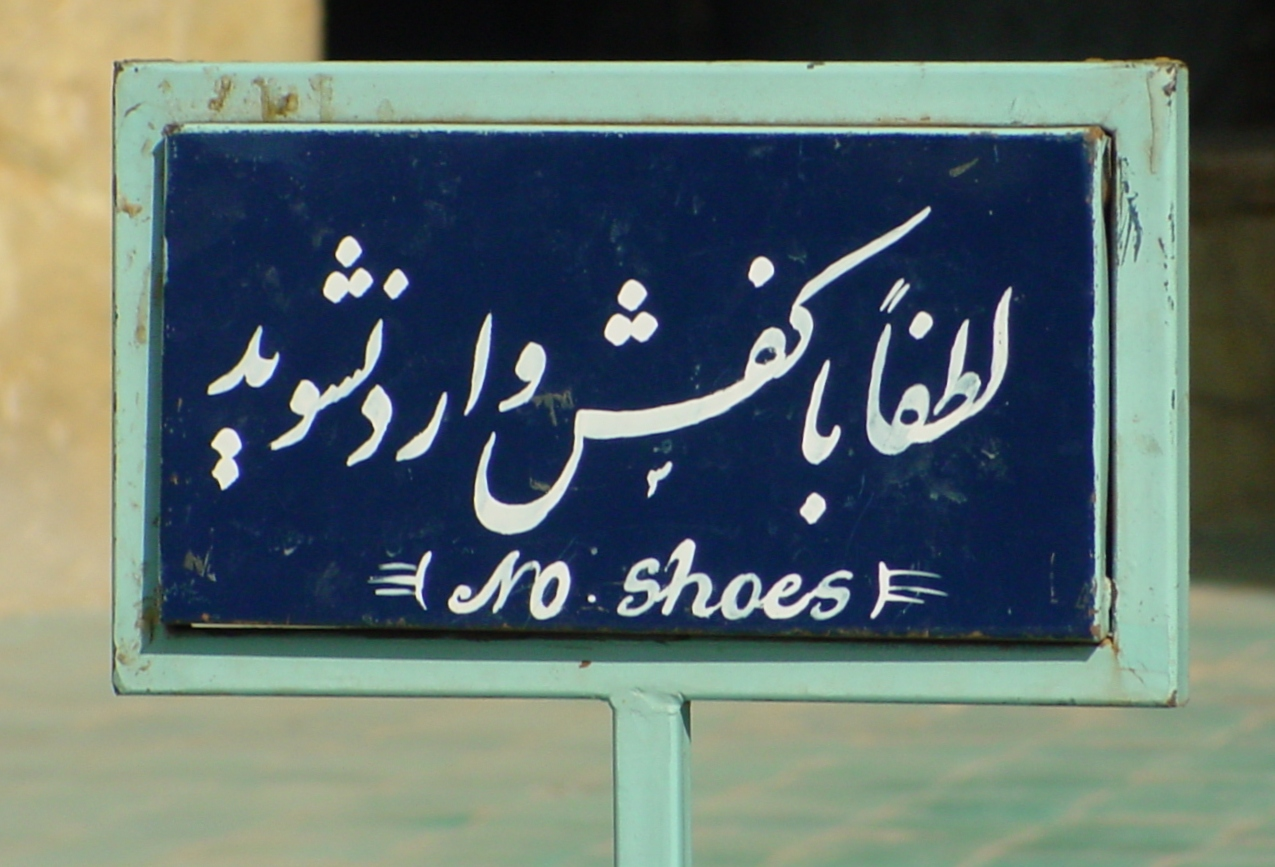
В некоторых местах снятие обуви перед входом в помещение является признаком уважения.

Например, в эпоху Средневековья и Ренессанса в Европе было грубо указывать на то, что человека в маске на публике можно распознать. Вместо этого вежливое поведение требовало, чтобы к человеку в маске относились как к совершенно неизвестному человеку и, чтобы никто никогда не приписывал действия человека в маске тому, кто их совершал. Напротив, в современную эпоху приветствовать друга по имени, когда он носит маску, или разговаривать с ним позже об их костюме или деятельности, как правило, не считается грубым.
Культурные различия также появляются с течением времени. В середине XX века значение закатывания глаз изменилось с более старого значения похоти и страсти на выражение презрения.

## Полезность
Иногда люди намеренно используют грубое поведение для достижения цели. Ранние работы в области лингвистического прагматизма интерпретировали грубость как дефектный способ общения. Тем не менее, большая часть грубости служит функциональным или инструментальным целям в общении, и умелый выбор, когда и как быть грубым, может свидетельствовать о прагматической компетентности человека.
Робин Лакофф обратилась к тому, что она назвала стратегической грубостью, стилем общения, используемым прокурорами и терапевтами, чтобы заставить своих собеседников (пациентов или ответчиков в зале суда) говорить или реагировать определенным образом. Грубость в повседневной речи "часто играет важную роль и не является просто прагматическим провалом". Большинство грубых ораторов пытаются выполнить одну из двух важных инструментальных функций: выразить негативные чувства или получить власть.
Кроме того, иногда грубое поведение выбирается для того, чтобы сообщить о своём неодобрении или неуважении к кому-либо. Хотя, как правило, отказываться приветствовать кого-то грубо, отказ пожать руку предателю может быть оправданным.

## Примеры
В каждой культуре можно вести себя грубо, хотя то, что представляет собой грубое поведение, варьируется. Ниже приведены примеры поведения, которое многие западные общества сосчитают грубым или нарушением этикета, хотя взгляды могут варьироваться в зависимости от культуры, обстановки или индивидуальных обстоятельств:

### Речь
Что представляет собой грубая речь, зависит от культуры, обстановки и социального положения говорящего в культуре. В каждой культуре некоторые слова или высказывания считаются языком ненависти или неуместными этническими оскорблениями (например, использование слова Hun для немца, использование слова Jap для японца и т. д.). В большинстве современных культур оскорбление человека или группы людей, особенно по любой причине, находящейся вне их непосредственного контроля, например, по состоянию здоровья, определенному полу или бедности, считается грубым. Грубая речь также включает в себя уничижительные термины, описывающие отдельного человека или группу людей, неуместные вопросы или настаивание на ответе на вопрос.
Однако нет универсального правила о том, какие термины считаются уничижительными, какие вопросы и при каких обстоятельствах являются неуместными. Вопрос или комментарий, приемлемый между членами семьи, может вызвать возмущение у незнакомцев, так же как вопрос, приемлемый среди молодежи в одной культуре, может быть неприемлемым для пожилых людей или для молодых людей в другой культуре.
Грубые стили речи включают в себя запрет говорить человеку такими грубыми фразами, как заткнись или использование тона голоса, который указывает на неуважение к другому человеку. Невежливый тон может усиливать явно грубые замечания или противоречить номинально вежливым словам. Грубый человек может прервать говорящего, чтобы показать, что его слова более важны.
Игнорирование может являться грубостью: грубым могут посчитать человека, который явно игнорирует законное и вежливое приветствие или уместный вопрос, что является пренебрежением к другому человеку, или может не выразить соответствующую благодарность за оказанную помощь/поддержку или подарки/комплименты. Иногда люди оставляют очень короткие паузы при разговоре, во время  которых грубые люди перебивают говорящего, а иногда два или более человек, говорящих одновременно, считаются грубыми. Какие действия и коммуникации требуют ответа от каких лиц, при каких обстоятельствах и какой ответ требуется, зависит от культуры/социальной группы соответствующих людей.
Последняя форма использования грубости - это обряд прохода. Например, некоторые чернокожие общины в Соединенных Штатах используют The Dozens в качестве механизма для поощрения устойчивости и зрелости среди молодежи к словесным оскорблениям.

### Поведение
Многие виды поведения могут быть грубыми. Они часто зависят от контекста ситуации, включая время, место и культуру. Это включает в себя неспособность одеваться соответствующим образом по случаю, будь то слишком неформально, слишком формально, нескромно или иным образом неуместно (например, молодая женщина на публике без хиджаба в Иране; молодая женщина на публике с хиджабом во Франции).  С. С. Льюис пишет, что «девушка на тихоокеанских островах почти нагая и викторианская дама, полностью покрытая одеждой, могут быть одинаково «скромными», правильными или порядочными, в соответствии со стандартами их собственных обществ», но в каждой культуре существовала идея нескромного, неподобающего и неприличного платья, и что нарушение стандарта культуры было грубым.
Грубое поведение часто беспокоит других людей, например, когда кто-то шумит или включает громкую музыку ночью. Приемлемый уровень звука зависит от контекста: крик может быть единственным способом быть услышанным на шумной строительной площадке либо на рок-концертах, где звучит громкая музыка, но разговор на обычном уровне громкости по телефону/лично, может быть грубым в среде, где ожидается разумная степень тишины, например, в библиотеке, или когда ожидается полная тишина, например, во время религиозных церемоний, выступлений классической музыки, защиты презентации или показа фильма в кинотеатре. Аналогичным образом, плохие манеры за столом могут беспокоить или вызывать отвращение у людей поблизости, как и зевание, не прикрывая рта ладонью, кашель/чихание не в локоть, флатуленция в общественных местах.
Другое грубое поведение приводит к неуважению со стороны других людей. В крайних случаях это может привести к полной и преднамеренной социальной изоляции грубого человека; в других случаях грубость является лишь временной и может быть непреднамеренной. Например, может быть грубо использовать электронные устройства, такие как мобильные телефоны, если это приводит к игнорированию кого-то или иным образом указывает на то, что нынешняя компания менее интересна или важна, чем люди в другом месте или текстовые сообщения, которые они отправляют. Аналогичным образом, влезающий без очереди, считает своё время более важным, чем время других людей, которые стоят в очереди. Влезть в чужое пространство без разрешения, будь то нарушение личного пространства, посещение или участие без приглашения, является грубым, потому что это не уважает имущественные права человека или право делать личный выбор.
Другие примеры включают в себя:
- Издевательства или запугивание людей с угрозой насилия
- Обман
- Высокомерие
- Агрессивное вождение